# روث جافيسون
روث جافيسون (بالعبرية: רות גביזון) (من مواليد 28 مارس 1945، أورشليم - 15 أغسطس 2020) كانت خبيرةً إسرائيلية في حقوق الإنسان، وأستاذًا في القانون في الجامعة العبرية في أورشليم، وحائزةً على جائزة إسرائيل.

## السيرة الشخصية
ولدت روث جافيسون في القدس في 28 مارس 1945 لعائلة يهودية سفاردية. كان أسلاف والدها يهود مغاربة هاجروا من تطوان إلى القدس في القرن التاسع عشر. كان والدتها من أصل يهودي يوناني. نشأت في حيفا. لقد تخرجت من كلية الحقوق في الجامعة العبرية عام 1969. وفي عام 1970، حصلت أيضًا على بكالوريوس في الفلسفة والاقتصاد.
الدرجات والمؤهلات الأكاديمية الأخرى:
- LL. ماجستير، 1971، الجامعة العبرية، القدس.
- د فيل. (Oxon) (الفلسفة القانونية)، 1975، جامعة أكسفورد.
- كاتب لدى القاضي ب. هاليفي، المحكمة العليا الإسرائيلية 1970.
- التحق بنقابة المحامين الإسرائيلية 1971

## المهنة الأكاديمية
شملت مجالات بحثها الصراع العرقي، وحماية الأقليات، وحقوق الإنسان، والنظرية السياسية، وقانون القضاء، والدين والسياسة، وإسرائيل كدولة يهودية وديمقراطية. كانت عضوة في الأكاديمية الإسرائيلية للعلوم والعلوم الإنسانية.

## المهنة القضائية
تم ترشيح جافيسون لمنصب في المحكمة العليا الإسرائيلية عام 2005، لكنها فشلت في تأمين أغلبية للتعيين. وبحسب ما ورد فقد أكد وزير العدل دانيال فريدمان في عام 2007 أن قضاة المحكمة العليا الحاليين عارضوا ترشيحها بسبب اختلافهم مع آرائها.

## الأعمال المنشورة
نشرت مقالًا عن الخصوصية في مجلة Yale Law Journal، وحررت مجلدًا مخصصًا لفلسفة HLA Hart القانونية نشرته أكسفورد. نشرت مؤخرًا مقالًا عن أيام الراحة في المجتمعات المنقسمة (شارك في تأليفه نحشون بيريز)، مدرج في "القانون والدين في السياق المقارن"، الذي نشرته كامبريدج. كانت عضوًا في هيئة تحرير المجلة اليهودية للكتب.
لقد شاركت مع الحاخام يعقوب ميدان في تأليف ميثاق جافيسون-ميدان، وهو اقتراح للتعايش بين الإسرائيليين المتدينين والعلمانيين.

## نشاط الحقوق المدنية
كانت غافيسون عضوًا مؤسسًا لجمعية الحقوق المدنية في إسرائيل، حيث عملت لسنوات عديدة كرئيسة لمجلس الإدارة ورئيسة من 1996 إلى 1999. كانت البروفيسور جافيسون عضوًا في لجنة الحقوقيين الدولية 1998 إلى 2008. في عام 2005 أسست متزيله (مركز الفكر الصهيوني واليهودي والليبرالي والإنساني) وشغلت منصب رئيسها ورئيسها المؤسس.

## التعيينات الأكاديمية
- من عام 1969 إلى 2020: تعيينات مختلفة في كلية الحقوق بالجامعة العبرية، أورشليم.
- 1978-1980: أستاذ مشارك زائر في القانون، كلية الحقوق بجامعة ييل.
- من 1984 إلى 2010: رئيس حاييم كوهين حقوق الإنسان، الجامعة العبرية، أورشليم.
- من 1990 إلى 2010: أستاذ بكلية الحقوق، الجامعة العبرية، أورشليم.
- 1990 إلى 1992: أستاذ زائر في القانون، جامعة كاليفورنيا الجنوبية.
- 1998 إلى 1999: زميل، مركز القيم الإنسانية، جامعة برنستون.
- 2010 إلى 2011: زميل، مركز شتراوس للقانون والعدالة، كلية الحقوق بجامعة نيويورك.

## اللجان العامة
كانت جافيسون عضوًا في العديد من لجان التحقيق العامة الإسرائيلية، بما في ذلك ما يلي:
- 1976: عضو لجنة كاهان للخصوصية (أنتجت قانون الخصوصية الإسرائيلي لعام 1981).
- 1983: عضو لجنة خصوصية المعلومات في بنوك البيانات الحكومية (تم تعديل قانون الخصوصية).
- 1987 إلى 1990: عضو لجنة عامة حول العلاقات الأرثوذكسية العلمانية في إسرائيل.
- 1994 إلى 1997: عضو اللجنة الوطنية للبنية التحتية العلمية والتكنولوجية.
- 1996 إلى 1997: عضو لجنة صادوق لقوانين الصحافة.
- 1997 إلى 1998: عضو لجنة شمغار لتعيين النائب العام والقضايا ذات الصلة.
- 2006 إلى 2008: عضو لجنة فينوغراد للتحقيق في حرب لبنان 2006.
- 2013 إلى 2015: كلفها وزير العدل بإعداد تقرير حول الترسيخ الدستوري لإسرائيل كدولة يهودية وديمقراطية.

## الجوائز والتقدير
- في عام 1997، حصلت على جائزة زلتنر للبحث القانوني.[11]
- في عام 1998، نالت جائزة نقابة المحامين مع جمعية الحقوق المدنية في إسرائيل.[11]
- في عام 2001، حصلت على جائزة آفي تشاي مع الحاخام يعقوب ميدان لتوحيد المجتمع الإسرائيلي.[11]
- في عام 2002، حصلت على جائزة أورشليم للتسامح.[11]
- في عام 2003، حصلت على جائزة إيمت في الفنون والعلوم والثقافة.[11]
- في عام 2003، حصلت على درجة الدكتوراه الفخرية من المدرسة اللاهوتية اليهودية بنيويورك.[11]
- في عام 2009، حصلت على جائزة حشين للتميز في البحث من الجامعة العبرية في القدس.[11]
- في عام 2009، حصلت على درجة الدكتوراه الفخرية من جامعة بار إيلان.[11]
- في عام 2011 حصلت على جائزة إسرائيل للبحث القانوني.[12][13]
- في عام 2013، حصلت على جائزة سولومون بوبليك من الجامعة العبرية في القدس.
- في عام 2015، حصلت على درجة فخرية من الجامعة المفتوحة في إسرائيل.

## روابط خارجية
- ميكا ليفي، سيرة روث جافيسون، أرشيف المرأة اليهودية
- سيرة ذاتية لروث جافيسون (بالعبرية)، موقع جائزة إسرائيل.
- موقع روث جافيسون
- مناقشة هوية إسرائيل - مجلة فاثوم